# Kronkoloni
Kronkoloni er betegnelse for en koloni under kontrol af en monark (kronen) modsat den koloniform, hvor private handelskompagnier fik lov til at etablere kolonier, fx Virginia Company og det danske Ostindisk Kompagni. Nogle kolonier startede som kompagnikolonier, men blev senere kronkolonier, eksempelvis Dansk Vestindien.
I takt med afkolonisering er mange kronkolonier blevet selvstændige eller har skiftet til anden styreform. De britiske er nu samlet i Britisk oversøisk territorium. Blandt de mere kendte kan nævnes:
- Straits Settlements siden 1946 kendt som Singapore (uafhængighed i 1965).
- Cypern, 1960.
- Hongkong, 1997.
- Guldkysten, 1957.

| Historie | Spire Denne historieartikel er en spire som bør udbygges. Du er velkommen til at hjælpe Wikipedia ved at udvide den. |